# Cathédrale française de Berlin
Le Dôme français ou la Cathédrale française (Französischer Dom), ou le Temple français de la Friedrichstadt (Französische Friedrichstadtkirche), est un temple protestant sur le Gendarmenmarkt à Berlin-Mitte. Il a été ainsi nommé par les paroissiens huguenots venant de France.

## Terminologie
La « cathédrale française » est une tour en forme de dôme qui a été ajoutée entre 1780 et 1785 à l'est de la Friedrichstadtkirche (de) française, un temple huguenot édifié entre 1701 et 1705 pour les exilés de France. Les deux bâtiments, reliés, sont souvent appelés la « cathédrale française ». L'appellation populaire de cathédrale ne désigne pas de fonction spirituelle, ce n'est pas une église épiscopale, mais vient de l'association du mot français « dôme » et du mot allemand « Dom » qui lui signifie « cathédrale », ainsi que des proportions majestueuses de l'ensemble architectural.

## Historique
La prestance de l'église française située dans la partie nord de la place traduit l'influence de la communauté protestante d'origine française à Berlin.
Jean Louis Cayart et Abraham Quesnay ont d'abord édifié, entre 1701 et 1705, un vaste temple réformé (sur le modèle du temple de Charenton détruit en 1688 après la révocation de l'édit de Nantes) : la Friedrichstadtkirche (de). Les huguenots représentaient alors environ 25 % de la population berlinoise.
En 1817, la communauté de l'Église française, calviniste et prussienne, rejoint les paroisses réformées et luthériennes sous l'appellation globale d'Église protestante en Prusse (1821). Chaque congrégation peut maintenir son ancienne dénomination ou adopter la nouvelle. La communauté de l'Église française de Friedrichstadt a maintenu sa dénomination calviniste. Néanmoins, la congrégation avait déjà subi auparavant une certaine acculturation des traditions luthériennes. Un orgue est installé en 1753. On adjoint des hymnes au chant des psaumes en 1791. L'intérieur sobre est rénové dans un style néo-baroque - mais toujours selon l'aniconisme calviniste - par Otto March (de) en 1905. La communauté calviniste actuelle fait partie de l'Église protestante Berlin-Brandebourg-Haute Lusace silésienne.
Entre 1780 et 1785, un bâtiment doté d'une coupole monumentale est accolé au temple réformé originel, lors de travaux d'embellissement de la place du Gendarmenmarkt dirigés par Carl von Gontard. Il est fait de même pour la cathédrale allemande qui lui fait face de l'autre côté afin de symétriser l'ensemble. L'église est désormais rebaptisée Französischer Dom.
Les bâtiments sont lourdement endommagés pendant la Seconde Guerre mondiale, puis reconstruits de 1977 à 1981. Aujourd'hui, ils sont toujours utilisés par la paroisse calviniste francophone (ou Communauté protestante francophone de Berlin), mais aussi par les calvinistes germanophones (l'Église française de Berlin), l'église protestante unie germanophone (la Paroisse protestante unie de la Friedrichstadt) et pour les conventions de l’Église protestante en Allemagne.
La tour en forme de dôme est ouverte aux visiteurs et offre une vue panoramique sur Berlin. La tour abrite également le Musée huguenot de Berlin.
En 2021 s'achèvent des travaux de restauration de grande ampleur sur quatre années, comprenant la terrasse d'observation pour les visiteurs installée depuis les années 1980.

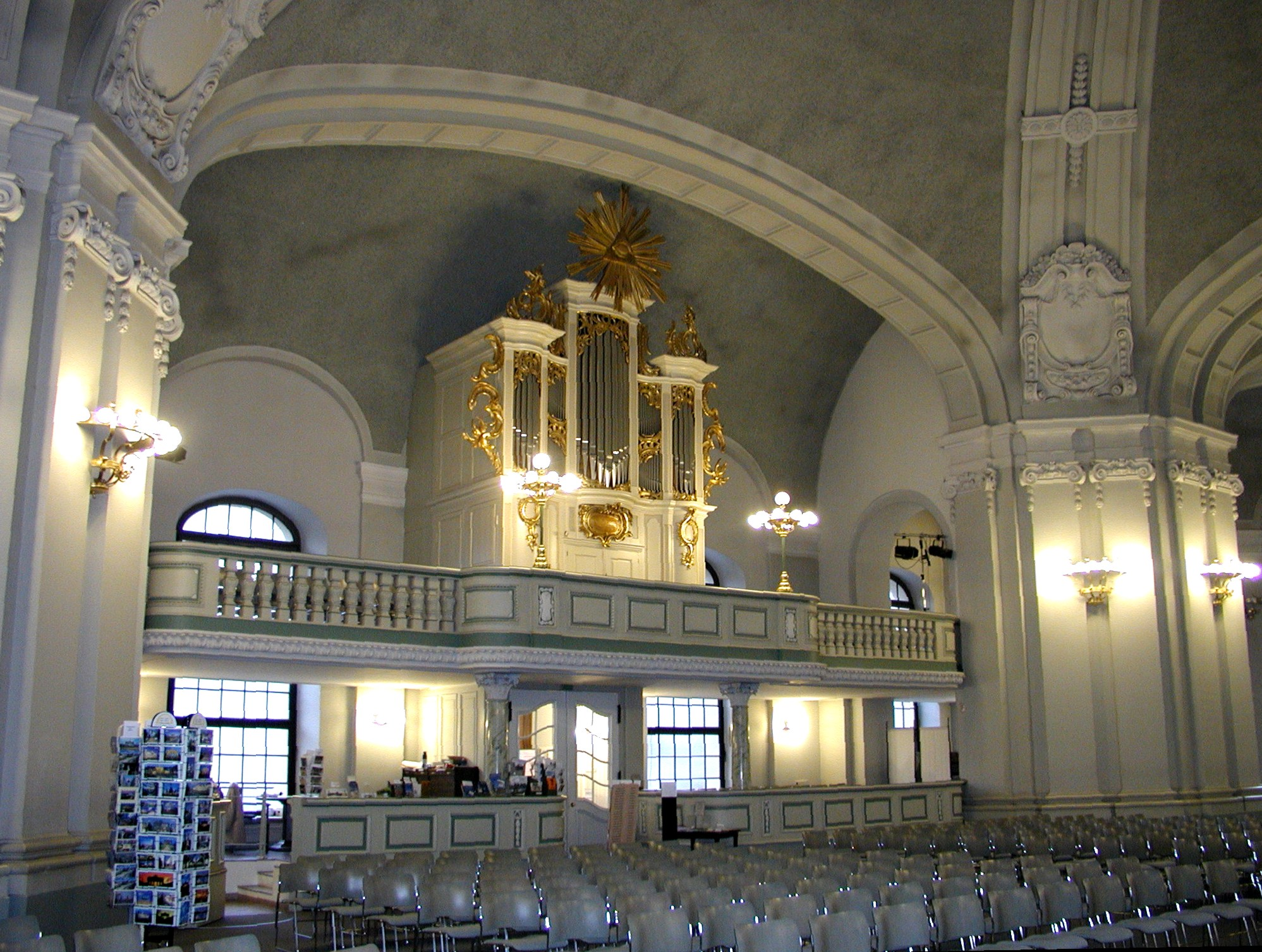
Temple - salle de prière avec l'orgue
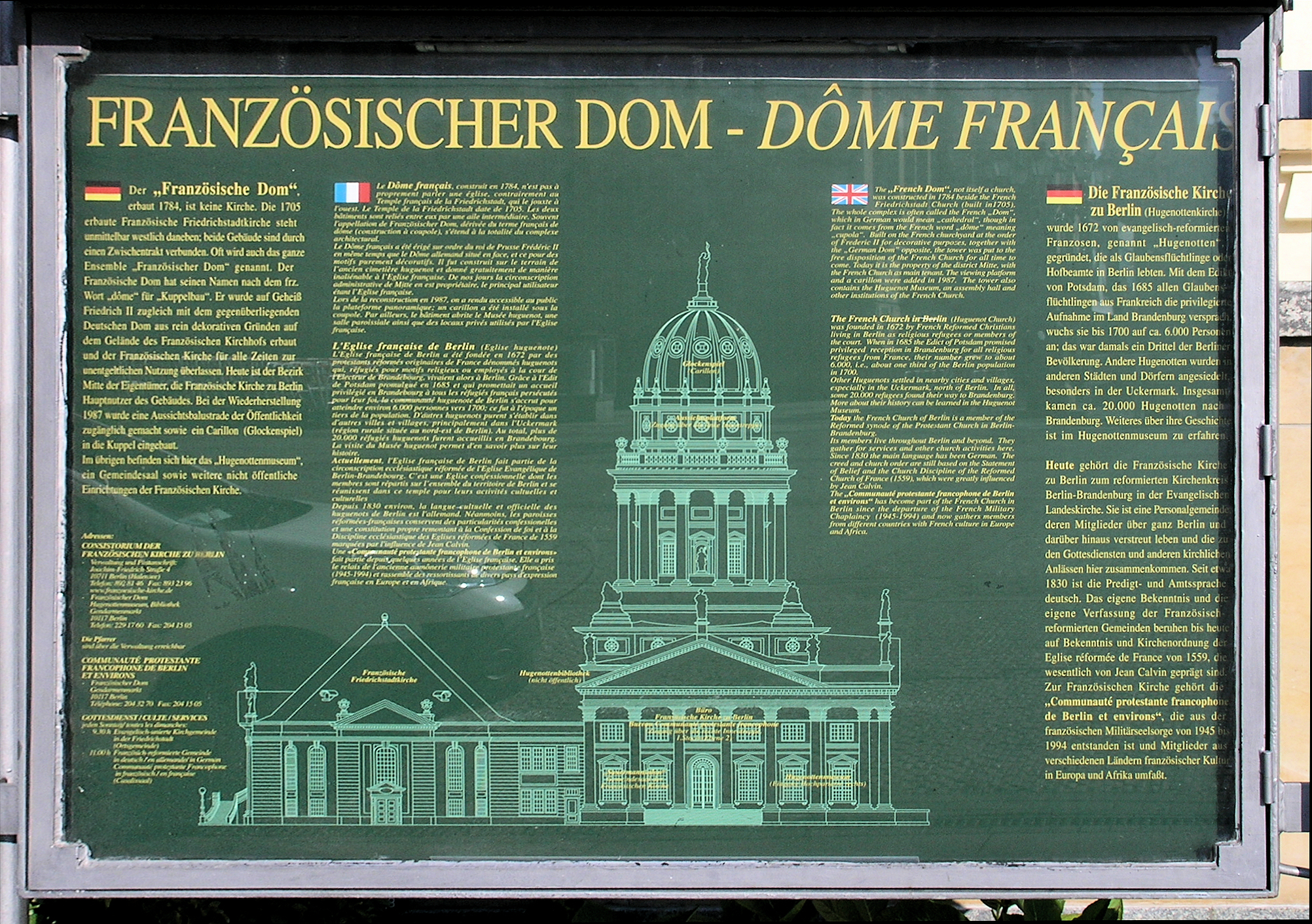
Dôme français - panneau d'information
Entrée du musée huguenot
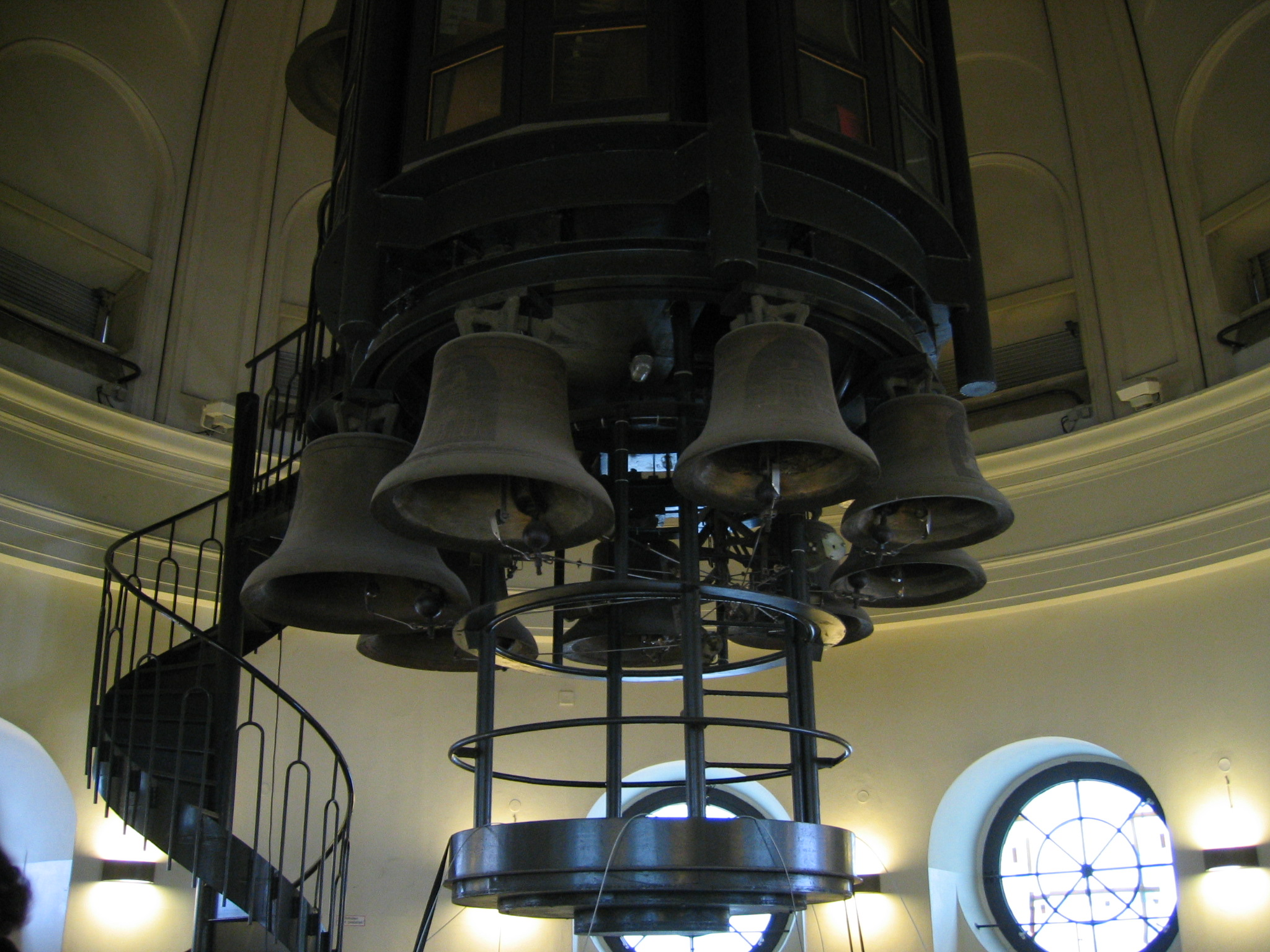
Carillon du dôme
Le temple à l'heure bleue